# Ejakulacija
Ejakulácija je fiziološki proces pri moških in nekaterih drugih sesalcih, med katerim pride do izločanja semena iz penisa. Ta proces se običajno zgodi med spolnim odnosom ali masturbacijo, lahko pa se zgodi tudi med spanjem, kar imenujemo »nočna ejakulacija« ali »mokre sanje«.

### Faze ejakulacije
Ejakulacija je sestavljena iz dveh glavnih faz:
1. Emisija: med to fazo se spermiji premikajo iz mod skozi semenovod in se mešajo s tekočinami iz semenskih mešičkov in prostate, da tvorijo seme. Ta mešanica tekočin vstopi v del sečnice, ki poteka skozi prostato.
2. Izbrizg: mišice v bazi penisa, vključno z bulbospongioznimi mišicami, se ritmično krčijo in izločajo seme skozi sečnico in iz penisa.

### Nadzor ejakulacije
Nekateri moški imajo lahko težave z nadzorom ejakulacije, kar lahko vodi do stanj, kot so:
- Prezgodnja ejakulacija: Ejakulacija, ki se zgodi hitreje, kot bi si moški ali njegov partner želel. To je najpogostejša oblika spolne motnje pri moških.
- Zapoznela ejakulacija: Nezmožnost ejakulacije med spolnim odnosom, kljub dolgotrajni stimulaciji.

### Zdravstveni vidiki
Ejakulacija je pomembna za reprodukcijo, pa tudi za zdravje prostate. Redna ejakulacija lahko zmanjša tveganje za nekatere težave s prostato.